# تل همت‌آباد
تل همت‌آباد مربوط به سده‌های ۶ تا ۷ ه.ق است و در شهرستان شیراز، بخش ارژن، دهستان قره چمن، ۲۰۰ متری روستای همت‌آباد واقع شده و این اثر در تاریخ ۳۰ بهمن ۱۳۸۶ با شمارهٔ ثبت ۲۰۹۸۳ به‌عنوان یکی از آثار ملی ایران به ثبت رسیده است.